# Phanerogramma
Phanerogramma – wymarły rodzaj owadów z rzędu skorków, podrzędu Archidermaptera i rodziny Dermapteridae. Obejmuje 4 opisane gatunki, które żyły w triasie późnym i jurze wczesnej na terenie obecnej Europy i Australii.
Gatunek typowy zilustrowany został po raz pierwszy w 1845 roku przez Petera Bellingera Brodiego, który sugerował, że może to być półpokrywa pluskwiaka lub chrząszcza. Pierwszy formalny opis jego skamieniałości dokonany został w 1856 roku przez Christiana G.A. Giebela jako dwóch gatunków: Akicera heeri i Akicera frauenfeldi. W 1915 roku Theodore D.A. Cockerell zsynonimizował oba gatunki i umieścił je w nowym rodzaju Phanerogramma w obrębie czarnuchowatych. W 2017 roku Richard S. Kelly, Andrew J. Ross i Edmund Jarzembowski przenieśli ten rodzaj do rodziny Dermapteridae w obrębie skorków i opisali 3 jego nowe gatunki.
Skorki te znane są wyłącznie z pokryw (tegmin). Były one nieścięte, o guzkowanej powierzchni i przedniej krawędzi bardziej równomiernie zakrzywionej niż u rodzajów Dermapteron, Sinopalaeodermata i Palaeodermapteron. Osiągały od 4 do 6,8 mm długości i od 1,7 do 2,8 mm szerokości. Użyłkowanie pokryw było bardziej skąpe niż u Dermapteron. Żyłka medialna oraz nierozgałęziona żyłka kubitalna wychodziły ze wspólnego pnia.
Do rodzaju należą 4 gatunki:
- Phanerogramma australis Kelly, Ross et Jarzembowski, 2017 – opisany na podstawie pojedynczej skamieniałości znalezionej w formacji Blackstone w australijskim Queensland i pochodzącej z karniku. Pokrywy tego owada miały 4 mm długości i 1,8 mm szerokości. Ich użyłkowanie cechowały m.in.: odległość między żyłkami radialną i medialną większa, a między żyłkami analnymi pierwszą i drugą mniejsza niż między żyłką kubitalną i pierwszą żyłką analną[4].
- Phanerogramma dunstani Kelly, Ross et Jarzembowski, 2017 – opisany na podstawie pojedynczej skamieniałości znalezionej w formacji Blackstone w australijskim Queensland i pochodzącej z karniku. Epitet gatunkowy nadano na cześć B. Dunstana, z którego kolekcji pochodzi okaz. Pokrywy tego owada miały 4 mm długości i 1,8 mm szerokości. Ich użyłkowanie wyróżniała zanikająca i niedochodząca do wierzchołka skrzydła żyłka kubitalna oraz zakrzywiona na odcinku nasadowym druga żyłka analna[4].
- Phanerogramma gouldsbroughi Kelly, Ross et Jarzembowski, 2017 – opisany na podstawie pojedynczej skamieniałości znalezionej w okolicach Bristolu w Anglii i pochodzącej z retyku lub hettangu. Epitet gatunkowy nadano na cześć S. Gouldsbrougha, współpracownika pierwszego autora opisu. Pokrywy tego owada miały 6,8 mm długości i 2,8 mm szerokości. Pigmentacja na ich powierzchni tworzyła wzór barwny. Ich użyłkowanie cechowały m.in.: delikatnie zakrzywiona, dalej prosta i zakończona tuż przed wierzchołkiem skrzydła żyłka medialna oraz równoległa do tylnej krawędzi i zakończona na szczycie druga żyłka analna[4].
- Phanerogramma heeri (Giebel 1856) – znany z około 20 skamieniałości znalezionych w różnych formacjach na terenie Anglii, pochodzących z retyku i hettangu. Neotyp znaleziono w formacji Lilstock w hrabstwie Gloucestershire i pochodzi z retyku. Pokrywy tego owada osiągały od 4,6 do 6 mm długości i od 1,7 do 2,3 mm szerokości. Ich powierzchnia była równomiernie pigmentowana. Użyłkowanie cechowały: żyłka radialna biegnąca blisko żyłki kostalnej i równolegle do niej, żyłki medialna i kubitalna zakończone na wierzchołku skrzydła oraz prosta druga żyłka analna, pierwsza żyłka analna i żyłka kubitalna równo od siebie odległe w częściach nasadowych[4].